# Атеистический словарь
Атеисти́ческий слова́рь — однотомное справочное издание, посвящённое различным вопросам религии и атеизма. Содержит более 2500 терминов.

## История создания
Словарь стал итогом многолетнего сотрудничества учёных (историков, религиоведов, социологов и философов) из различных научных и педагогических учреждений СССР и стран социалистического лагеря. В его основу был положен словник, составленный кандидатом исторических наук В. Ф. Зыбковцом совместно с В. В. Зыбковцом, который широко обсуждался научной общественностью из Москвы, Ленинграда и Киева — Институт научного атеизма Академии общественных наук при ЦК КПСС и его Киевский филиал, кафедра истории и теории научного атеизма философского факультета МГУ имени М. В. Ломоносова, кафедра истории и теории научного атеизма философского факультета КГУ имени Т. Г. Шевченко, кафедра научного атеизма, этики и эстетики ЛГПИ имени А. И. Герцена. Окончательный словник составил И. Н. Яблоков. Наряду с советскими учёными в состав авторского коллектива вошли учёные из других социалистических стран.
Под редакцией М. П. Новикова в 1983,  1985 и 1986 годах вышло три  издания.
Словарь был переведён и издан за рубежом.

## Авторы
В написании словаря принимали участие:
| - А. И. Абдусамедов - Р. М. Алейник - Б. А. Алиева - М. В. Андреев - Н. П. Аникеев - С. А. Арутюнов - Н. А. Аширов - Г. Л. Баканурский - Р. Г. Балтанов - Н. А. Баранова - В. Н. Басилов - М. С. Беленький - А. В. Белов - А. С. Богомолов - В. М. Богуславский - Ю. Ф. Борунков - В. И. Бояринцев - В. В. Бродов - Г. Г. Бушманис - Л. Н. Великович - Л. И. Волкова - Г. А. Габинский | - М. П. Гапочка - В. И. Гараджа - Д. В. Гегешидзе - Н. С. Гордиенко - А. Х. Горфункель - Л. И. Греков - И. Р. Григулевич - П. С. Гуревич - Р. Н. Данильченко - И. В. Девина - Н. К. Дмитриева - К. Е. Дмитрук - Л. Н. Емельянова - Л. И. Емелях - Н. Л. Жуковская - В. А. Зоц - Ю. П. Зуев - В. В. Зыбковец - И. Г. Иванов - Т. С. Исаян - И. Я. Кантеров - Н. С. Капустин | - А. М. Каримский - Г. М. Керимов - А. В. Климова - Л. И. Климович - О. Клор - В. В. Клочков - Н. А. Ковальский - Б. Н. Коновалов - А. Д. Косичев - А. Н. Кочетов - И. А. Крывелёв - Ю. В. Крянев - Ф. Кубович - В. М. Кувенёва - П. К. Курочкин - Л. П. Курпакова - Н. Д. Куфакова - Ст. Кучера - С. Н. Лебедев - Н. А. Лисовенко - Б. А. Лобовик - И. Лоукотка | - В. П. Мазалова - Ш. Ф. Мамедов - Б. М. Марьянов - Г. Г. Майоров - Е. В. Маят - Б. В. Мееровский - В. Ф. Миловидов - М. П. Мчедлов - Н. К. Назарова - Л. З. Немировская - Ф. Г. Никитина - С. С. Никоненко - С. И. Никишов - К. И. Никонов - М. П. Новиков - Г. А. Носова - Ф. Г. Овсиенко - Е. Д. Огнева - А. Ф. Окулов - А. С. Онищенко - С. М. Орлов - Е. С. Осипова | - Ю. М. Павлов - И. К. Пантин - Е. И. Парнов - Н. А. Пашков - Л. Т. Пинчук - М. Г. Писманик - Ю. К. Плетников - А. П. Поляков - М. А. Полякова - А. С. Попов - И. А. Прохоров - П. И. Пучков - А. А. Радугин - В. Г. Рупец - Т. Е. Савицкая - В. А. Сапрыкин - Е. С. Сафронова - И. С. Свенцицкая - Н. С. Семёнкин - М. М. Скибицкий - С. С. Соболев - Ю. И. Стельмаков | - Ю. В. Степанов - Т. Стойчев - З. А. Тажуризина - В. К. Танчер - Г. В. Терехина - В. Д. Тимофеев - С. А. Токарев - Т. И. Трифонова - З. П. Трофимова - Л. А. Тульцева - Д. М. Угринович - Э. Г. Филимонов - В. Г. Фуров - Т. Н. Хобрянкина - В. Е. Чертихин - М. И. Шахнович - М. М. Шейнман - В. Н. Шердаков - А. В. Шуба - Ю. Н. Шурыгин - И. Н. Яблоков - И. Б. Ястребов |

## Выходные данные
- Атеистический словарь / Абдусамедов А. И., Алейник Р. М., Алиева Б. А. и др.; Под общ. ред. М. П. Новикова. — 2-е изд., испр. и доп. — М.: Политиздат, 1985. — 512 с. — 200 000 экз.

## Оценки
В 2014 году религиовед Е. И. Аринин отметил, что в России термин „религиоведение“ «практически был забыт до 60-х годов XX века», причиной чему послужило «то, что все исследования, так или иначе связанные с „ведением религией“, маркировались как сфера ответственности „научного атеизма“, тогда как „религиоведение“ было связано с враждебным „буржуазным“ контекстом», и обратил внимание на то, что  «термина „религиоведение“ нет в «Карманном словаре атеиста» (1973) и Большой советской энциклопедии (1975, т. 21), он появляется только в «Атеистическом словаре» (1983)».
В 2015 году философ А. Г. Давыденкова, правовед Т. И. Козлова и религиовед В. Г. Баев отметили, что в «Атеистическом словаре» отсутствует статья «Русское православие», в то время как в статье «Русская православная церковь» было подчёркнуто, что «РПЦ „самая крупная из автокефальных православных церквей. Возникла после принятия христианства на Руси“». Исходя из этого они высказали мнение, что «с теоретического-исследовательской точки зрения при таком подходе акцент делается на сохранение двоеверия в русском православии как синкретическом „смешении христианских и древнеславянских культов и ритуалов“ (русская Масленица, почитание Параскевы Пятницы), которые частично были преодолены в рамках русского православия лишь в XVI—XVIII веках». 

### Положительные
В 1982 году доктор философских наук А. В. Белов, являвшийся одним из авторов «Атеистического словаря», отметив, что «потребность в такого рода словарном издании назрела давно», назвал данное издание «фундаментальным». Причину этого он увидел в том, что «Краткий научно-атеистический словарь», вышедший в 1959 году в издательстве «Наука», «в значительной мере устарел», а выпущенный издательством «Политиздат» «Краткий атеистический словарь» «охватывает слишком небольшой круг понятий». Отсюда Белов сделал вывод о том, что в настоящее время нет такого «справочного издания, которым бы могли пользоваться и преподаватели вузов и студенты, и пропагандисты в своей повседневной работе», и указал, что поэтому и возникла необходимость «подготовки фундаментального словаря по научному атеизму».
В 1986 году кандидат философских наук, доцент В. А. Брянов в книге «Атеистическое воспитание студентов: из опыта работы атеистического центра Казахского ордена Трудового Красного Знамени государственного университета им. С. М. Кирова» отмечал: «Ко второй группе наиболее популярной атеистической литературы относится справочная литература: „Настольная книга атеиста“, „Словарь атеиста“, „Карманный словарь атеиста“, „Атеистический словарь“, справочник „О научном атеизме и атеистическом воспитании“, „Естествоиспытатели и атеизм“, „Атеистическое воспитание. Справочник для идеологического актива“. Около трети слушателей второго года обучения имеют в личном пользовании отмеченные справочные издания».

### Критические
В 1989 году философ А. И. Володин в предисловии к сборнику работ П. Л. Лаврова, посвящённых религии, отмечал следующее: «Пренебрежительное отношение к роли Лаврова в истории атеизма, а вместе с тем предельно поверхностное и крайне приблизительное представление о понимании им религии нашло отражение в посвящённой ему заметке „Атеистического словаря“. Там сказано, что хотя Лавров и „выступил с критикой религии и мистических форм идеализма“», однако „критика мистицизма велась им с позиций позитивизма, а не материализма... и потому была непоследовательной“. И это всё по существу его атеизма...».
В том же году в сборнике «Историография Ирана нового и новейшего времени» отмечалось, что «в трудах А. Е. Крымского, И. Ю. Крачковского, Н. А. Смирнова, Е. А. Беляева; в том числе в работах современных исламоведов, недавно изданном „Атеистическом словаре“, первое издание Корана ошибочно относится к 1878».